# ルーツ・グループ
ルーツ・グループ (The Rootes Group) は、かつて存在したイギリスの自動車会社である。
自動車ディーラーとして創業し、1930年代までに、ヒルマン、ハンバー、サンビーム、タルボなどといった、いずれもイギリスの自動車メーカーを傘下におさめた。1960年代にはアメリカのクライスラーがその経営権を得、1967年には「クライスラー・ヨーロッパ社」として再組織した。同社は、1977年に経営破綻した。

## 概要
1919年にウィリアム・ルーツ (William Rootes) が、自動車ディーラーとしてイギリスのケントで創業した。ルーツ社は、1924年までには同国で最大の乗用車・トラック販売会社となった。
1929年、自動車会社ヒルマンやハンバー等を買収することによって自動車メーカーとなった。さらに1935年には、サンビーム、タルボといった複数の自動車メーカーを買収し、傘下におさめた。
第二次世界大戦後には、自動車会社シンガーを1956年に買収した。1950年代後半、ルーツ・グループは、ブリティッシュ・モーター・コーポレーションに次ぐ、イギリスで第二の規模の自動車メーカーであった。
1960年代に入ると、アメリカの自動車会社クライスラーが段階的に資本参加して同社の子会社となる。1967年には同じくクライスラーが子会社としたシムカ、バレイロスとともに、同社の欧州部門「クライスラー・ヨーロッパ」を形成。1970年に旧ルーツ・グループは「クライスラーUK」へと社名を変更した。これにより、ルーツ・グループに由来するバンやトラックは1976年までにすべてダッジブランドとなり、ルーツ・グループに由来する自動車ブランドが冠される乗用車も、1977年にはすべて消滅した。
1978年にクライスラー・ヨーロッパがPSA・プジョーシトロエンに売却されると、一時的にタルボブランドが復活したが、1987年には再び消滅した。

## 主なモデル
- ヒルマン・インプ（英語版） - 1960年代初めに発表されたリアエンジン小型車。ミニのライバルでもあった。
- ヒルマン・ミンクス（英語版） - 1950年代の代表的中型車。 日本ではいすゞ自動車がノックダウン生産していた。
- ヒルマン・ハンター（英語版） - 1966年発表された中型車シリーズ『アロー・レンジ』の主力車種。イランではペイカンという名称で2005年まで生産していた。
- サンビーム・アルパイン（英語版） - グループのスポーティブランド、サンビームが1960年代初頭に発表した2座席スポーツカー。